# Bühren
Bühren ist eine zur Samtgemeinde Dransfeld gehörende Gemeinde im Landkreis Göttingen in Niedersachsen.

## Geografie

### Lage

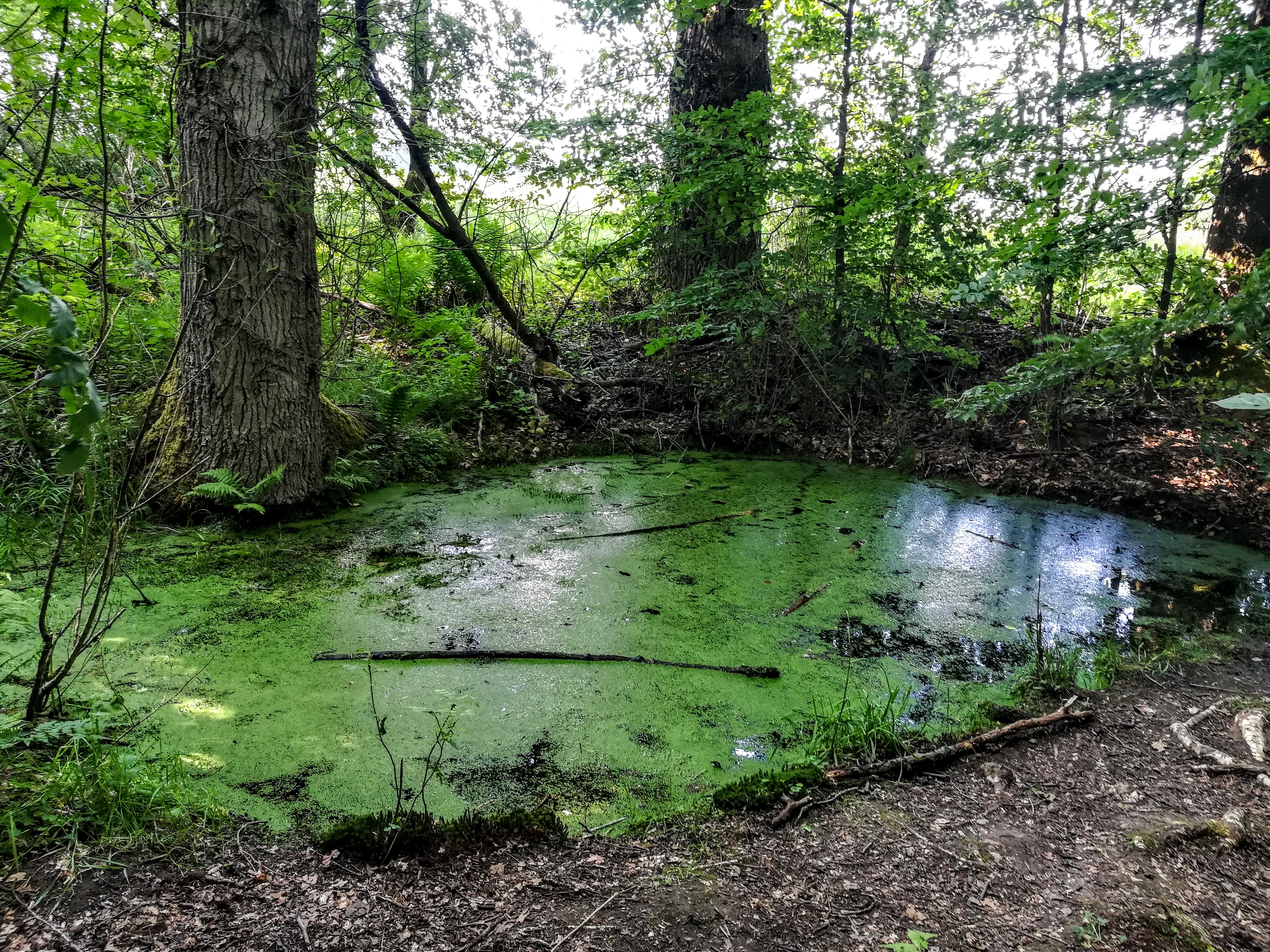
Quelltopf der Schede

Bühren liegt zwischen Hann. Münden im Südwesten und Dransfeld im Nordosten. Der am Ostrand des Bramwalds im Naturpark Münden gelegene Ort wird vom Oberlauf der Schede durchflossen, deren Quelle sich südwestlich der Ortschaft befindet.

## Geschichte
Der Zeitpunkt der Gründung des Ortes „Bühren vor dem Wald“ ist unbekannt. Archäologische Funde von Keramik und die Quarzitschlagstelle Voßküppel zeigen, dass der siedlungstopografisch günstig gelegene Ort bereits in der Altsteinzeit aufgesucht und später auch besiedelt wurde, denn der Ort lag am Osthang des Bramwaldes hochwassergeschützt und dennoch unmittelbar an der wasserreichen Schede. Seit wann man von einer kontinuierlichen Besiedlung des Dorfes ausgehen kann, ist allerdings nicht sicher. Im 9. und 10. Jahrhundert wurde es als Burian mehrmals in den Corveyer Traditionen urkundlich erwähnt, womit es über 1000 Jahre alt ist. Die Zuordnung dieser Urkunden zu Bühren ist jedoch nicht unumstritten, da es im weiteren Umkreis mehrere Orte namens Büren gab oder noch gibt.
Im Mittelalter führte eine wichtige Handelsstraße, der Harster Heerweg, in unmittelbarer Nähe am Dorf vorbei. Aus dieser Zeit stammen Kirche und Tie, die noch heute das kulturelle Zentrum bilden.
Bühren ist seit der Gebietsreform vom 1. Januar 1973 die kleinste eigenständige Gemeinde der Samtgemeinde Dransfeld. Zuvor war es Teil des Landkreises Münden.

## Politik

### Gemeinderat
Der Gemeinderat in Bühren setzt sich aus neun Ratsfrauen und Ratsherren zusammen, einschließlich des nebenamtlichen Bürgermeisters.
Die Sitzverteilung im Gemeinderat ist wie folgt:
- Gemeinsame Liste Bühren (GLB): 9 Sitze (±0)

(Stand: Kommunalwahl am 12. September 2021)

## Kultur und Sehenswürdigkeiten

### Religion
Bühren war bis zum 31. Dezember 2010 Sitz einer Evangelisch-lutherischen Kirchengemeinde. Sie wurde zum 1. Januar 2011 mit der St.-Michaelis-Kirchengemeinde Niemetal zur Evangelisch-lutherischen St.-Michaelis-Kirchengemeinde Niemetal-Bühren mit Sitz in Niemetal vereinigt.

### Kultur- und Naturdenkmale
In der Liste der Baudenkmale in Bühren sind 23 Baudenkmale aufgeführt.

#### Kirche

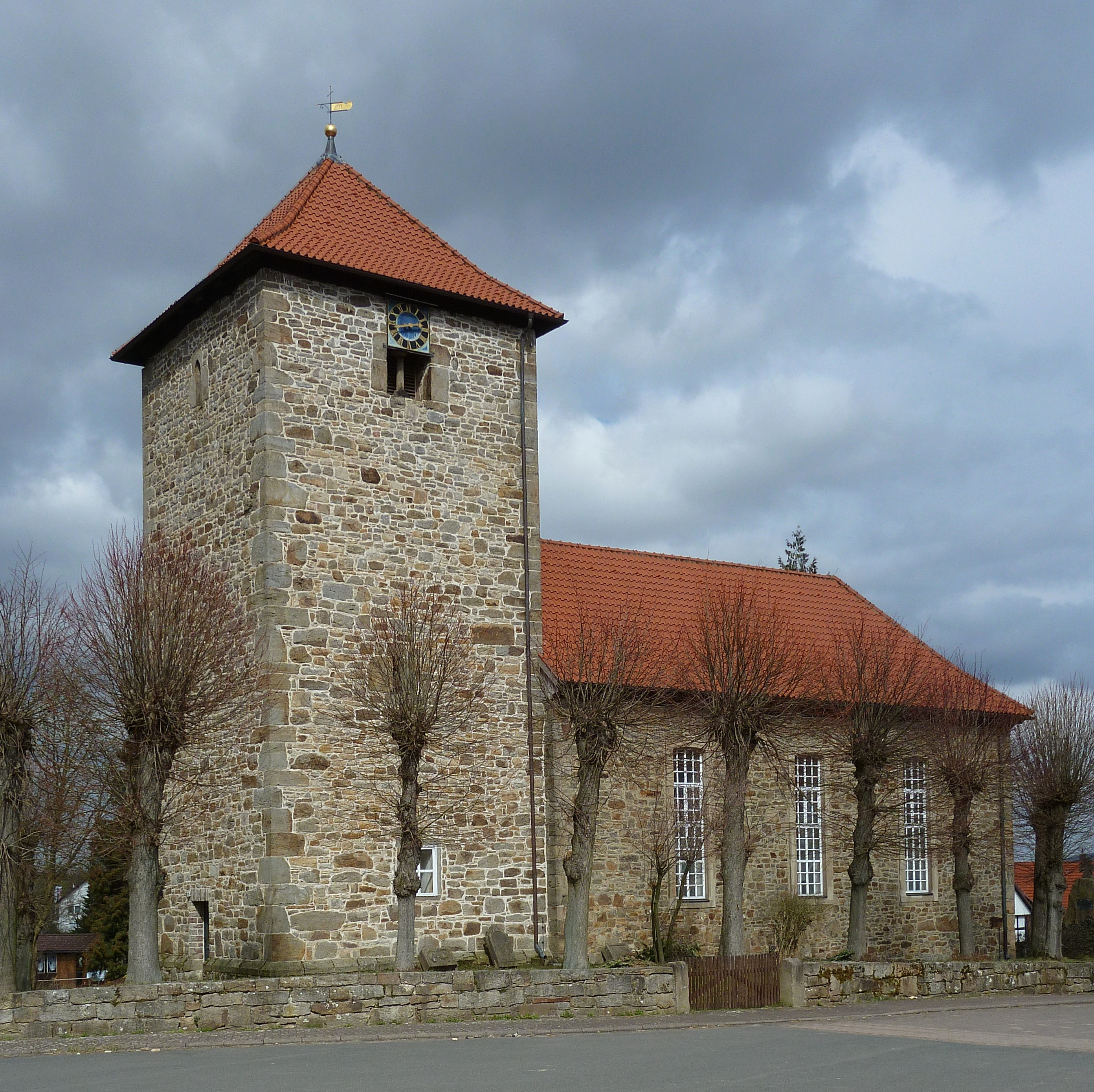
Ev. Kirche in Bühren

Die Bührener Kirche geht auf einen im Grundriss annähernd quadratischen Ursprungsbau aus der Mitte des 12. Jahrhunderts zurück. Der zweigeschossige Baukörper besaß im Osten eine halbrunde Apsis und wurde um 1220 im Westen um einen Turm erweitert. Das mit einem Tonnengewölbe überdeckte Erdgeschoss und die wenigen Mauerschlitze in den unteren Geschossen zeigen den ursprünglich wehrhaften Charakter des Turms, im obersten Geschoss befinden sich romanische gekuppelte Schallöffnungen. Nach 1308 wurde dann die romanische Apsis durch einen leicht eingezogenen Rechteckchor ersetzt. Auch die beiden Glocken der Kirche stammen noch aus dem Mittelalter. Die heutige spätbarocke Gestalt des Kirchenschiffs sowie das Turmdach stammen aus Umbauten des 18. Jahrhunderts.

#### Tie

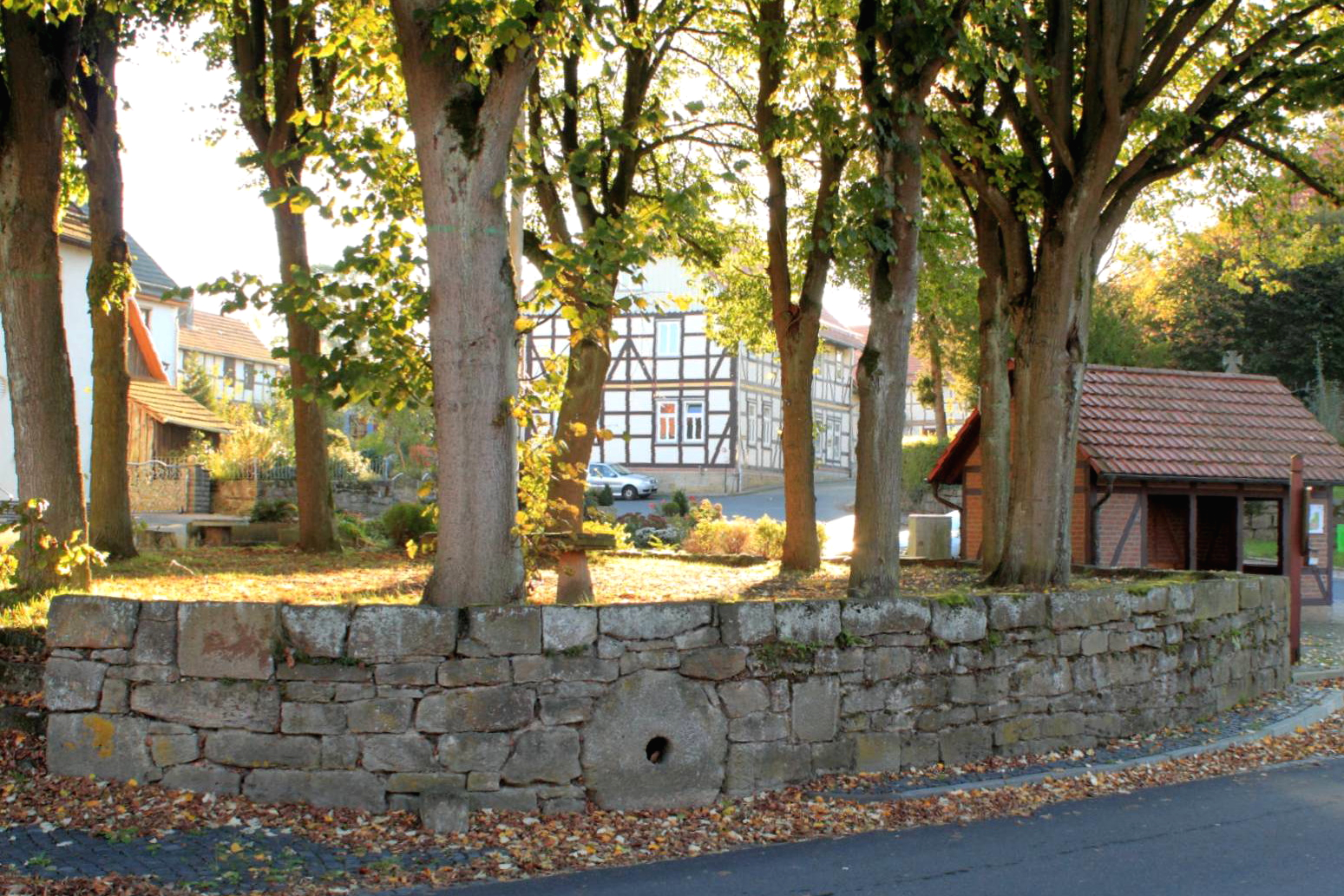
Kulturdenkmal Tie Bühren

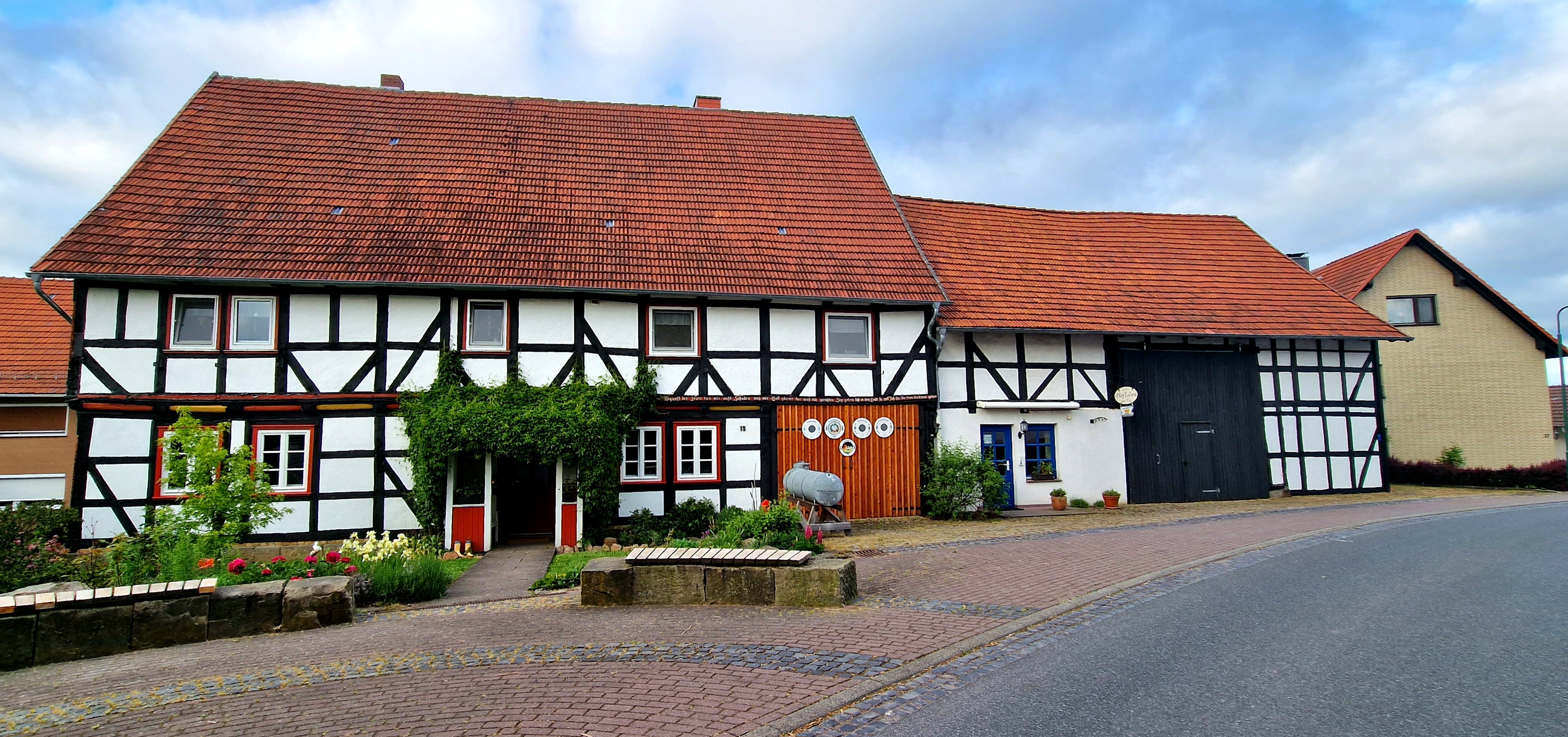
Ältestes Haus zu Bühren, Tiestraße 15

Der mittelalterlichen Tie bildet zusammen mit der rund 40 Meter westlich gelegenen Kirche und den umgebenden Fachwerkbauten den Ortsmittelpunkt Bührens. Der heute mit elf Linden umstandene Platz diente in seinen Anfängen der dörflichen Rechtspflege, 1887 wurde er auch als Versammlungsplatz erwähnt, die letzte Versammlung soll hier 1948 stattgefunden haben. Der auf einer natürlichen Anhöhe angelegte Tie ist von einer Trockenmauer aus Bruchsteinen umgeben, in der Mitte steht ein auf drei Trägersteinen ruhender Steintisch unbekannten Alters. Im Zuge von Straßenbaumaßnehmen in den 1920er Jahren wurde der Platz von einer runden Form in eine leicht ovale von 17 bis 20 Meter Durchmesser umgestaltet. 1960/61 wurden die vier Zugänge leicht verlegt und die beschädigte Trockenmauer ergänzt, die Linden neu gepflanzt und drei Glockengussgruben ergraben. Weil die ältere Glocke der Kirche anhand von Vergleichen auf vor 1350 datiert wird, wird ein entsprechendes Mindestalter auch für den Tie angenommen.

#### Steinmale

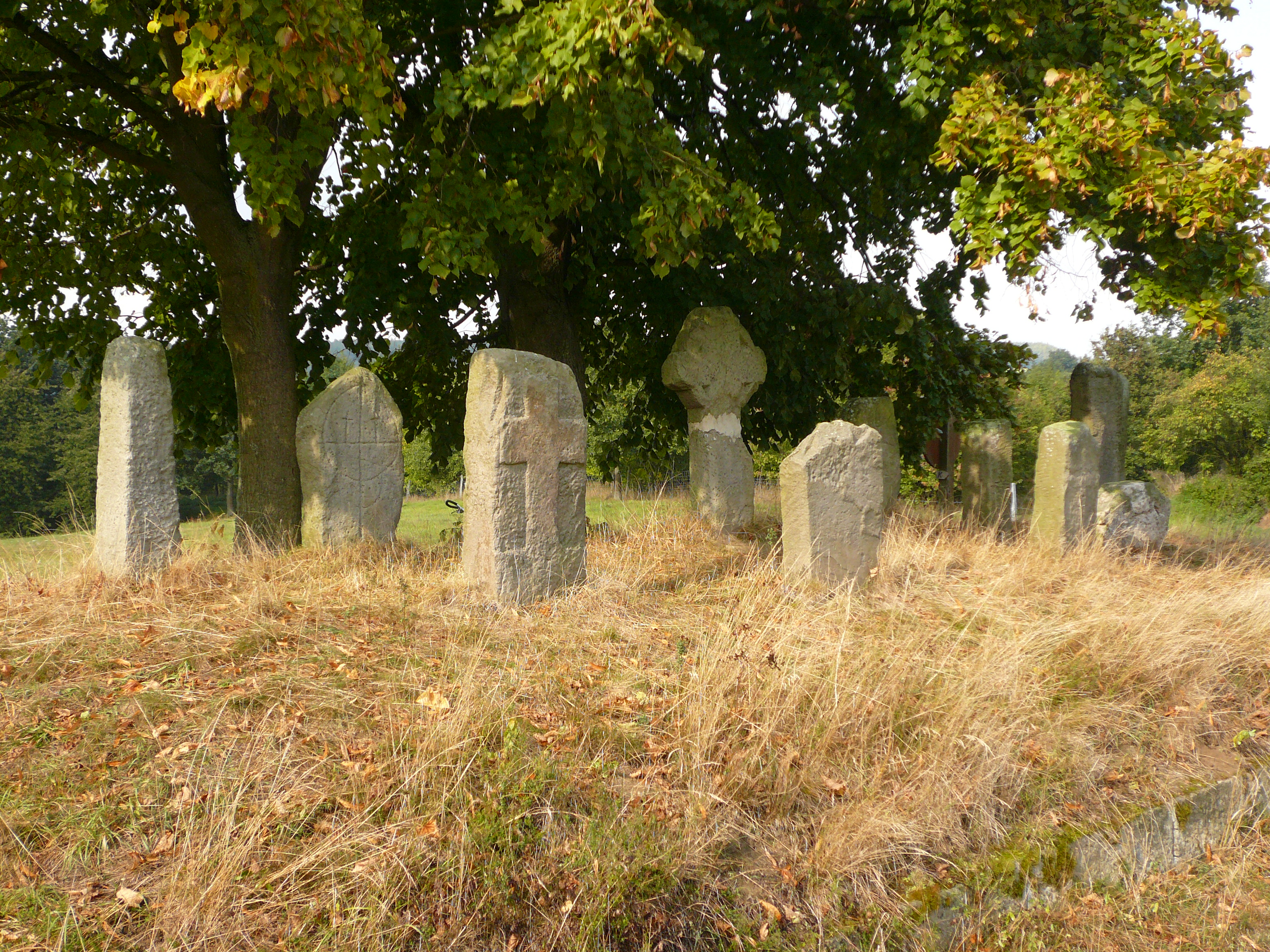
Kreuzsteinnest an der ehemaligen Harster Heerstraße

Südwestlich des Ortes befindet sich auf einer Anhöhe des Teichbergs das Bührener Kreuzsteinnest, eine Gruppe von zehn Kreuzsteinen als Steinkreuznest, die in dieser Häufung in Norddeutschland einmalig sind. Neun dieser Kreuzsteine wurden bereits 1878 mit dem Verweis auf Sagenbildungen schriftlich erwähnt, auch Flurnamen in Karten von 1785 und 1840 weisen auf die Kreuzsteine an dieser Stelle hin. Die heutige Gestaltung des Platzes geht auf eine Erdanschüttung von 1954/55 zurück, bei der die Kreuzsteine mit Betonfundamenten neu gruppiert wurden. 1956 wurde der Gruppe dann ein weiterer, nur noch halber Scheibenkreuzstein hinzugefügt. Die zwei Steinkreuze und acht Kreuzsteine zeigen unterschiedliche Kreuzdarstellungen in Relief- und Ritztechnik, zwei davon auch weitere Darstellungen (Weberschiffchen beziehungsweise Beil und Klotz). Die Steine weisen einen unterschiedlich hohen Zerstörungsgrad auf, teilweise sind die Kreuzformen nicht mehr erkennbar. Nach einer Sage verrichteten die Nonnen des Klosters Hilwartshausen (10. bis 16. Jahrhundert) an den Bührener Kreuzen Gebetsübungen, wenn sie dort auf dem Weg nach Gladbeck vorbeikamen.
Ungefähr 170 Meter südlich der Kreuzsteingruppe entdeckte man 1953 die untere Hälfte des sogenannten „Männekensteines“ in situ, dessen Höhe heute noch etwa 40,5 cm beträgt. Der „Männekenstein“ wird auf das ausgehende 12. Jahrhundert datiert; er besteht aus einer Sandsteinplatte und trägt im Zentrum der Schauseite als Ritzung die Basis eines Kreuzesschaftes. Am linken Rand des Steines ist ein mit Faltenrock bekleideter Mann dargestellt, der die Hände auf seine Hüften gestützt hält. Links neben ihm steckt eine Lanze im Boden. Solche Verzierungen trugen Denksteine, die man als „tituli“ bezeichnet, und die für gefallene Soldaten aufgestellt wurden.

#### Archäologische Fundplätze

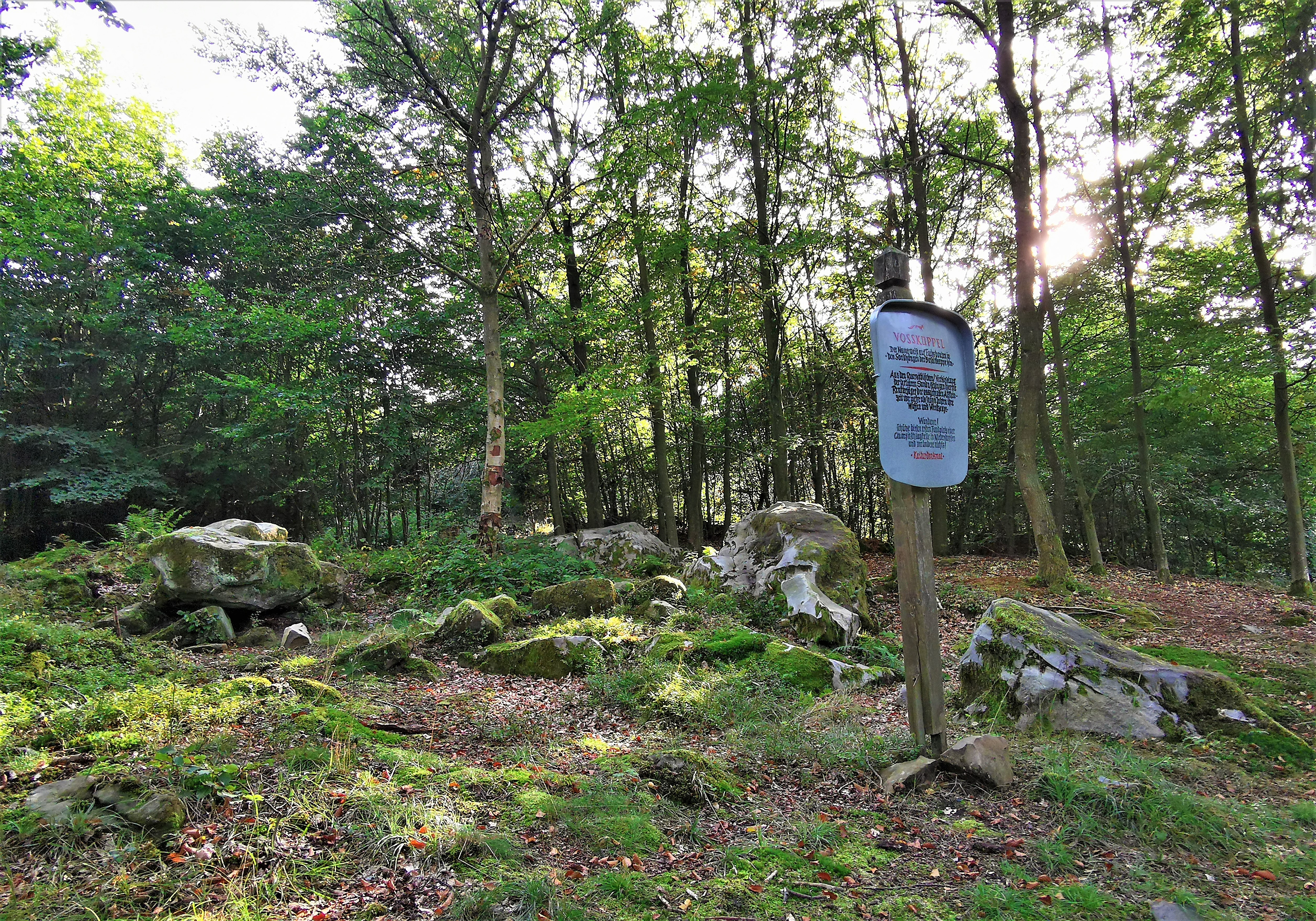
Vossküppel im Bramwald

Der 1 km nordwestlich von Bühren gelegene Voßküppel gilt als eine archäologische Fundstätte für frühzeitliche Fertigung von Werkzeugen aus Quarzit. Ausgrabungen durch F. B. Jünemann in den 1950er Jahren brachten aufgefüllte Abbaugruben mit Absplissen und misslungene Geräten zum Vorschein. In der Nähe wurden Scherben eines Gefäßes der Schnurkeramik gefunden, außerdem befinden sich in der Nachbarschaft zwei Gruppen von Hügelgräbern, die der älteren Bronzezeit zugeordnet wurden.

#### Kopfhainbuchen am Sandberg

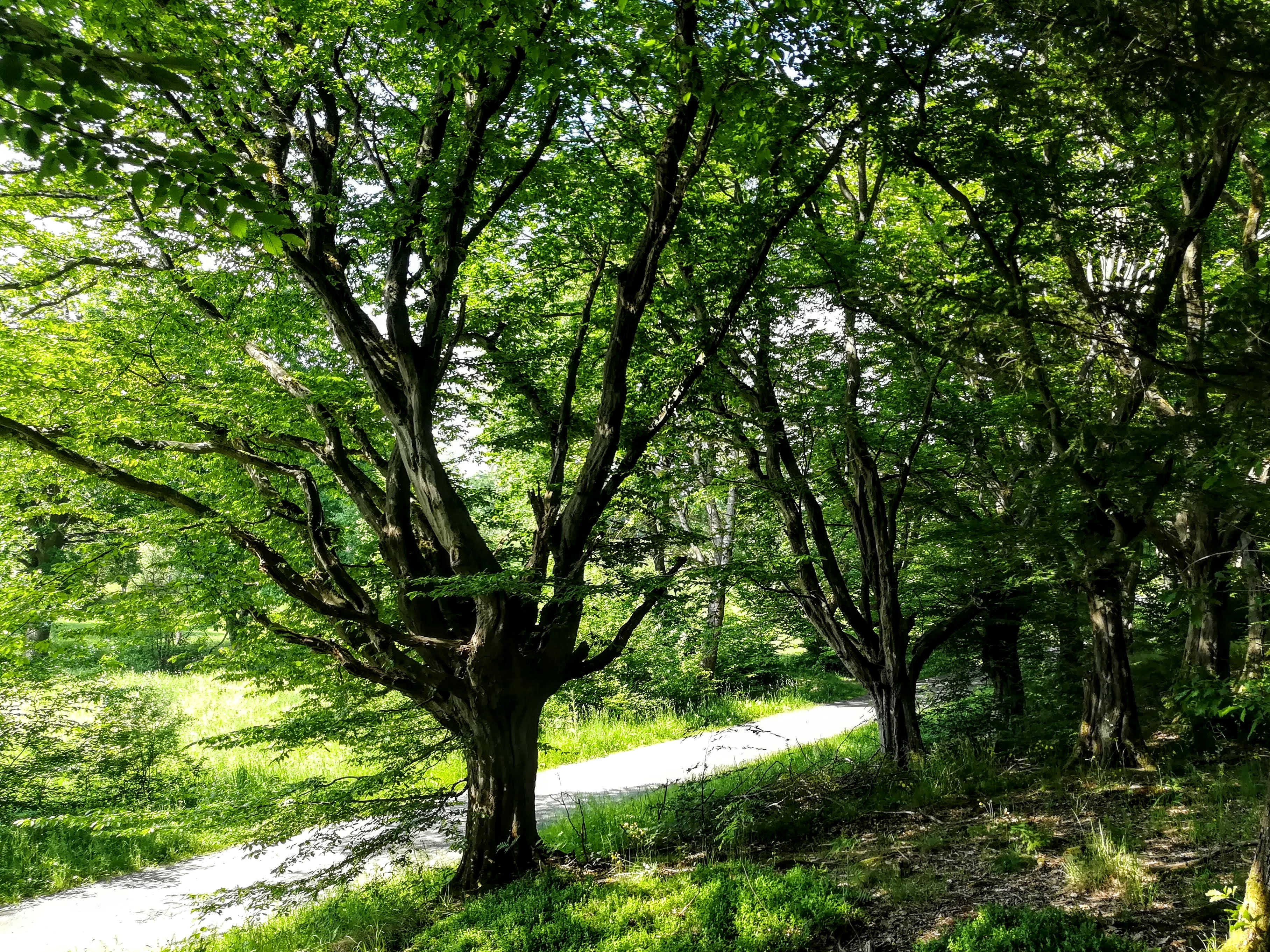
Hute

Es wird vermutet, dass die Gruppe von Kopfhainbuchen die südwestlich der Ortschaft liegen, ehemals Teil eines Hutewaldes waren. Bis in die 1960er Jahre wurden die Buchen im Mehrjahresturnus geköpft um Brennholz zu gewinnen. Durch die verbesserten Lichtverhältnisse auf dem Waldboden konnte eine Grasvegetation entstehen, so dass das Areal als Weidefläche genutzt werden konnte.

#### Bührener Orgelpfeifen

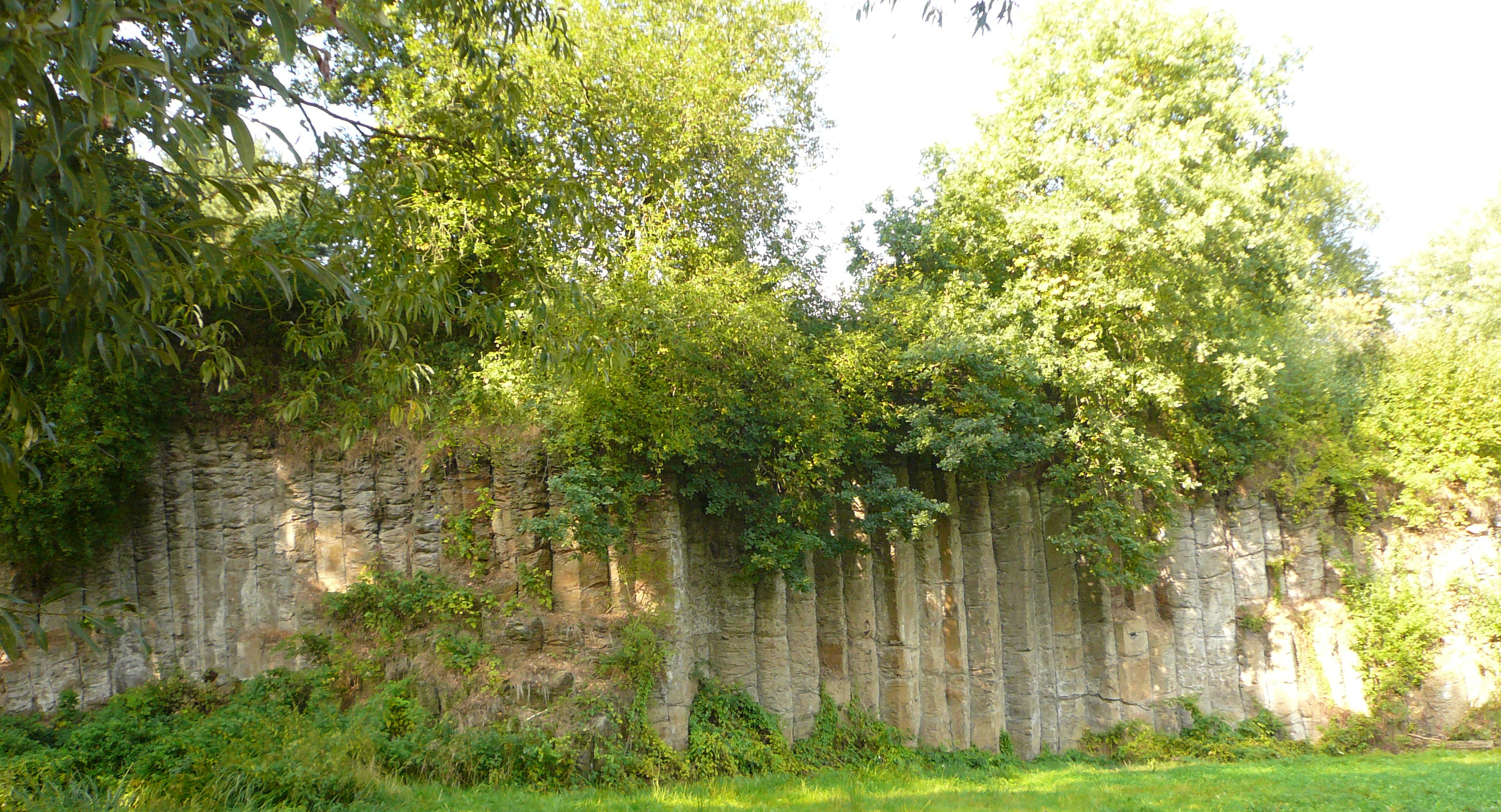
Basaltsäulen in stillgelegtem Steinbruch in Bühren

Ein Naturdenkmal sind die Basaltsäulen der Bührener Orgelpfeifen.

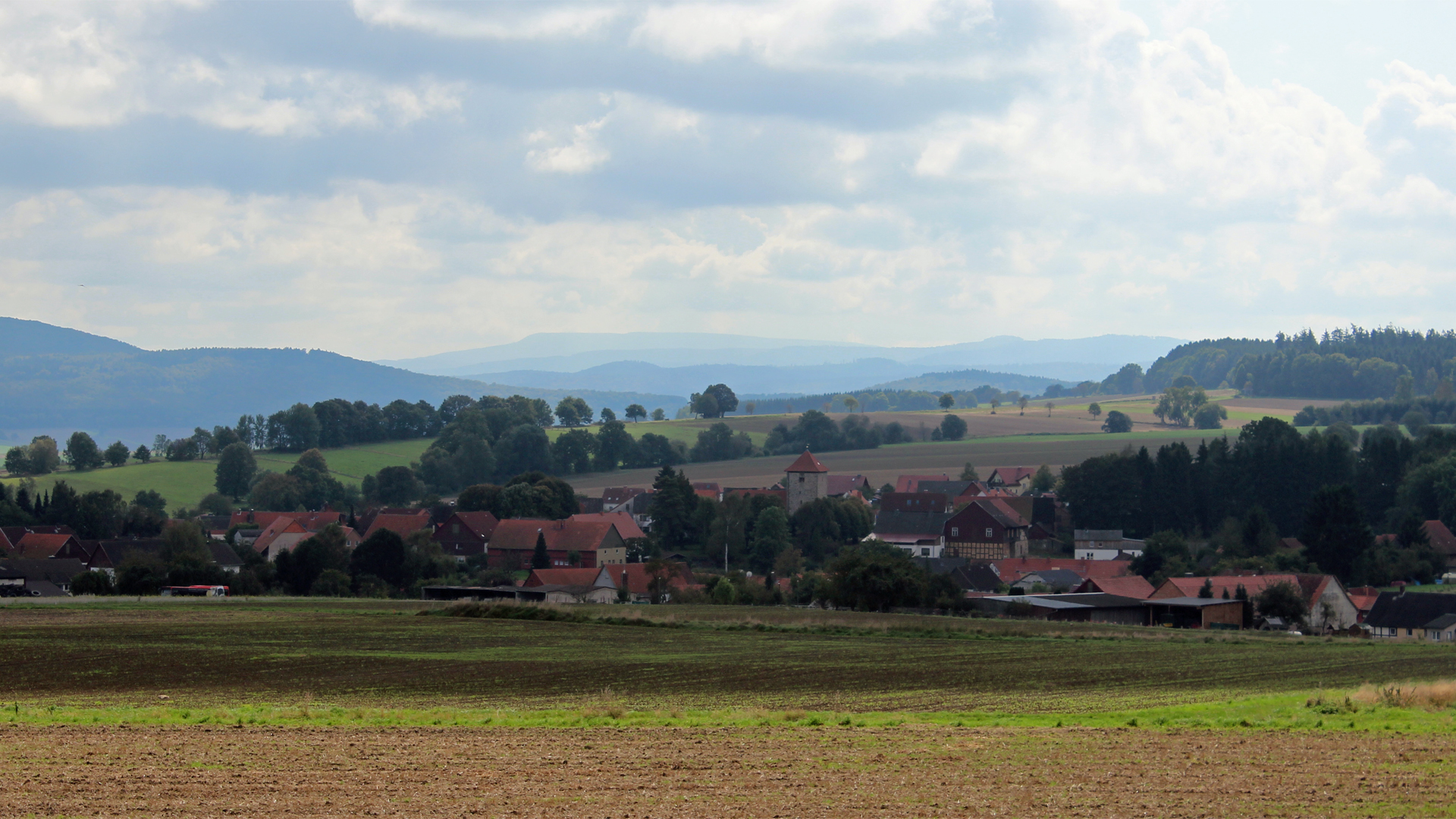
Blick vom Waldrand beim Quarzitschlagplatz Voßküppel über Bühren zum Hohen Meißner.

### Rundwanderwege
Vom Tie in der Ortsmitte starten zwei Rundwanderwege:
- Kulturpfad Bühren: Er hat eine Länge von 2,5 km. Ziel ist es, die natur- und kulturhistorisch bedeutsamen Objekte in und um Bühren auf einem Rundweg mit unterschiedlichen Stationen zu Bewusstsein zu bringen. Es befinden sich dort Hinweis- und Informationstafeln. Der Verlauf des Weges ist durch Pfeile gekennzeichnet.
- Von Bühren durch die Kulturlandschaft im südlichen Bramwald: Landschaft, Kultur und Denkmäler in und um dem Bramwald erzählen auf einer 12,5 km langen Rundwanderungen ihre Geschichte. Die abwechslungsreiche Landschaft mit dem Bramwald gibt an vielen Stellen den Blick auf ihre Eigentümlichkeiten frei.